# Ганкок-Бридж (Нью-Джерсі)
Ганкок-Бридж (англ. Hancock's Bridge) — переписна місцевість (CDP) в США, в окрузі Салем штату Нью-Джерсі. Населення — 155 осіб (2020).

## Географія
Ганкок-Бридж розташований за координатами 39°30′20″ пн. ш. 75°27′44″ зх. д. / 39.50556° пн. ш. 75.46222° зх. д. (39.505620, -75.462261).  За даними Бюро перепису населення США в 2010 році переписна місцевість мала площу 0,55 км², з яких 0,53 км² — суходіл та 0,02 км² — водойми.

## Демографія
Згідно з переписом 2010 року, у переписній місцевості мешкали 254 особи в 93 домогосподарствах у складі 65 родин. Густота населення становила 461 особа/км².  Було 103 помешкання (187/км²).
Расовий склад населення:
| - 97,2 % — білих - 1,6 % — чорних або афроамериканців - 1,2 % — азіатів |

До двох чи більше рас належало 0,0 %. Частка іспаномовних становила 0,8 % від усіх жителів.
За віковим діапазоном населення розподілялося таким чином: 26,8 % — особи молодші 18 років, 59,0 % — особи у віці 18—64 років, 14,2 % — особи у віці 65 років та старші. Медіана віку мешканця становила 39,0 року. На 100 осіб жіночої статі у переписній місцевості припадало 101,6 чоловіків;  на 100 жінок у віці від 18 років та старших — 93,8 чоловіків також старших 18 років.
Середній дохід на одне домашнє господарство  становив 54 485 доларів США (медіана — 44 063), а середній дохід на одну сім'ю — 52 241 долар (медіана — 45 417). За межею бідності перебувало 30,5 % осіб, у тому числі 51,5 % дітей у віці до 18 років та 0,0 % осіб у віці 65 років та старших.
Цивільне працевлаштоване населення становило 63 особи. Основні галузі зайнятості: роздрібна торгівля — 17,5 %, науковці, спеціалісти, менеджери — 17,5 %, транспорт — 15,9 %.